# Franziskanerinnen von der ewigen Anbetung zu Olpe

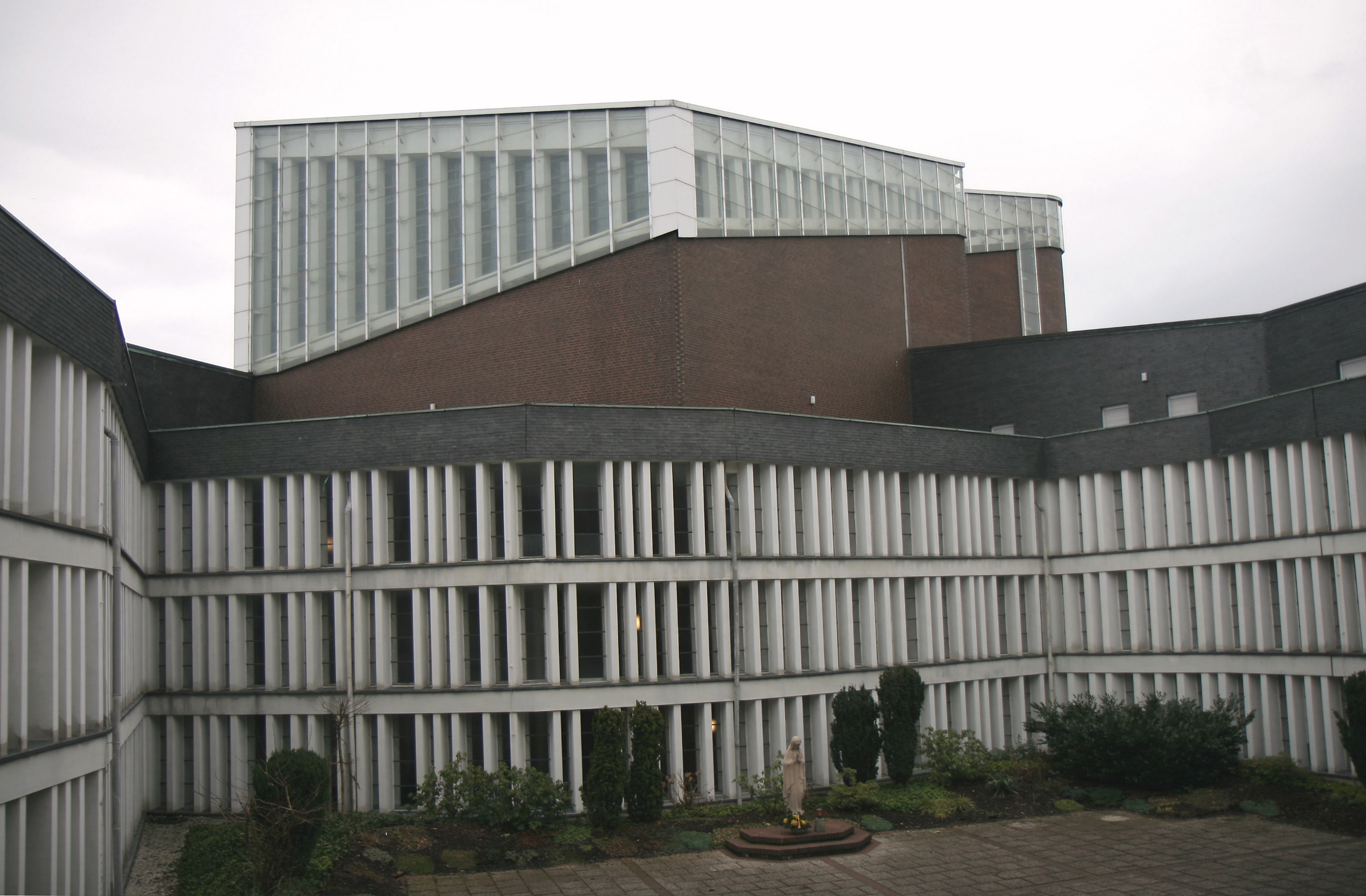
Das Mutterhaus in Olpe

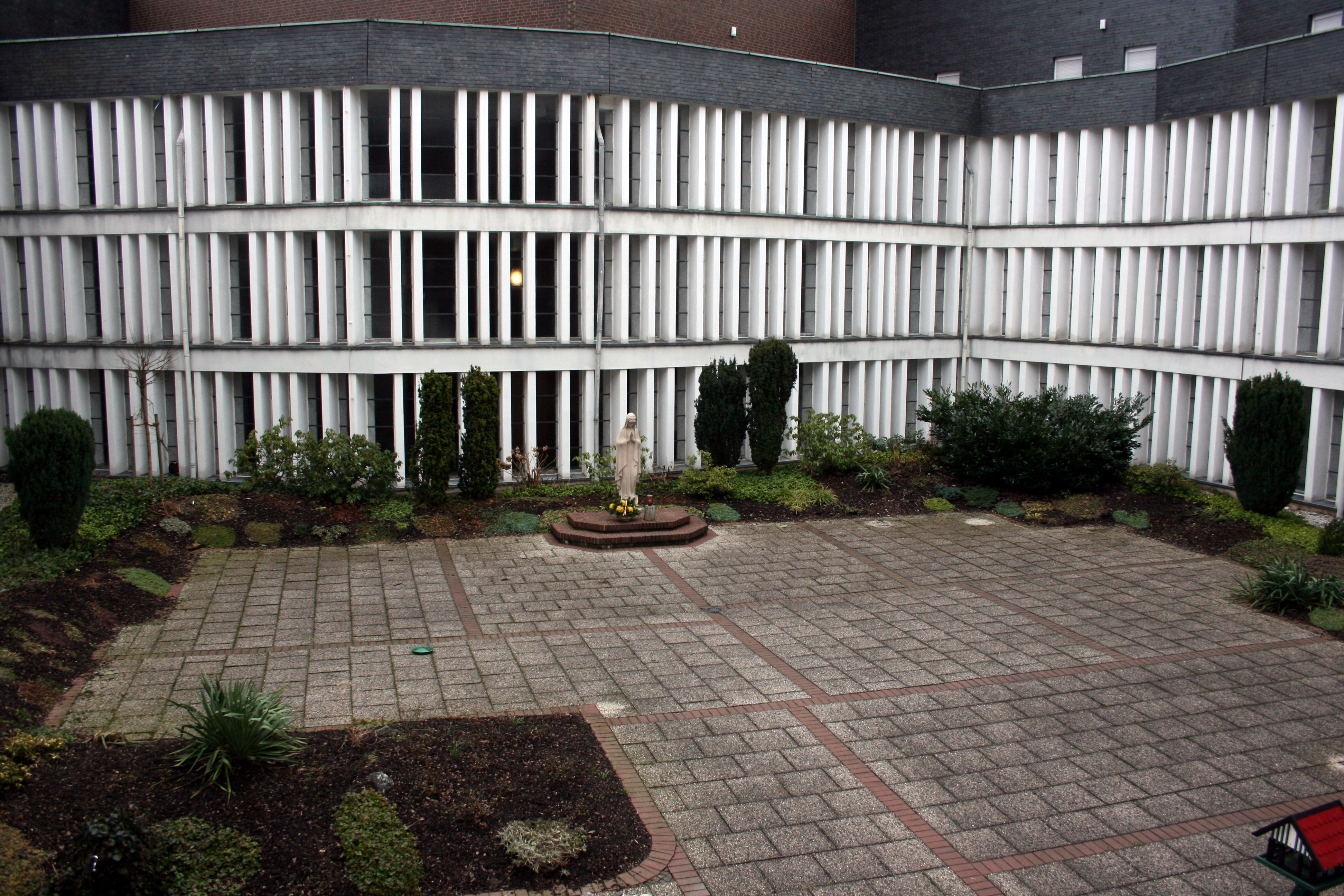
Innenhof des Mutterhauses

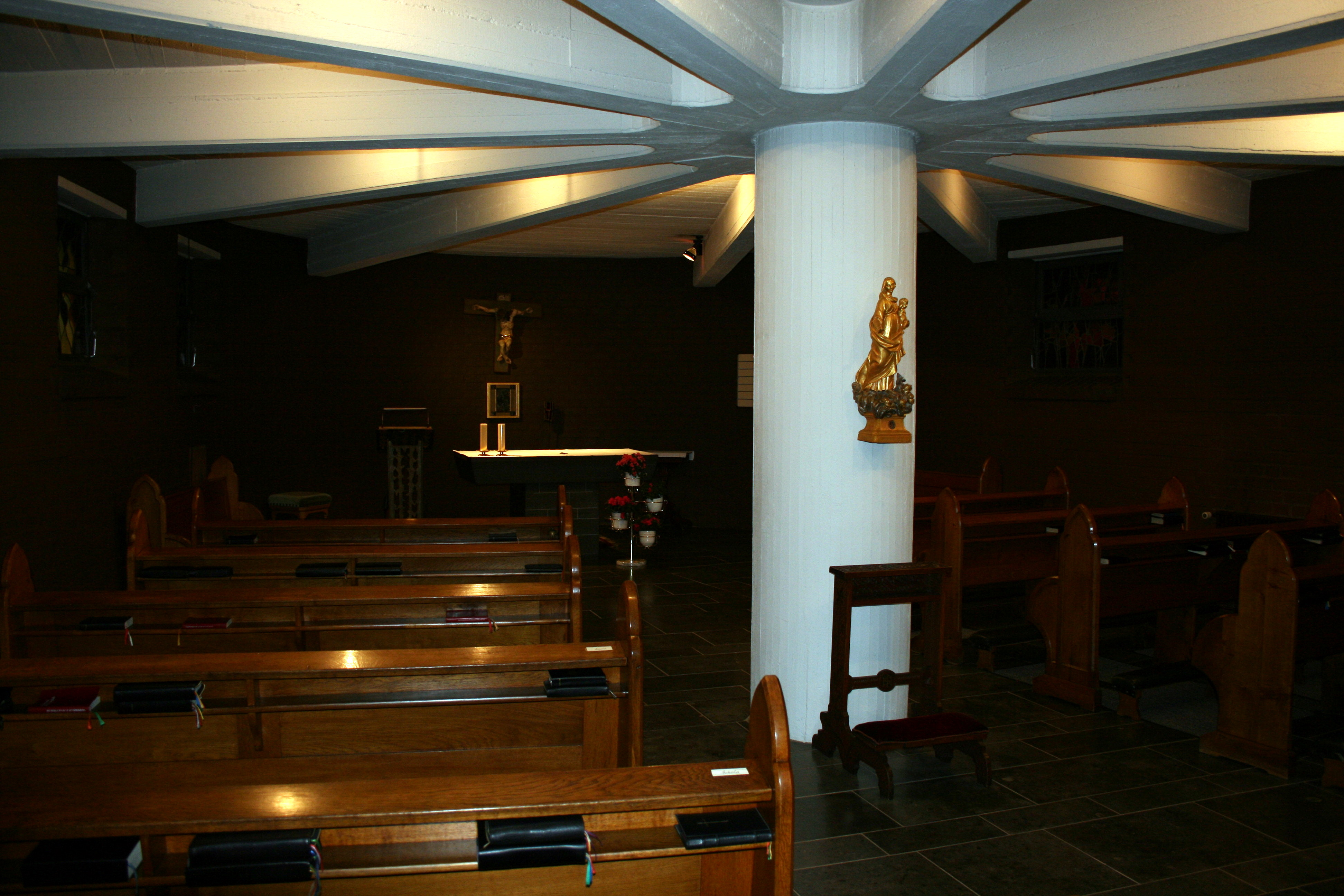
Die Krypta der Kirche

Koordinaten: 51° 1′ 0,8″ N, 7° 50′ 59,7″ ODie Franziskanerinnen von der ewigen Anbetung zu Olpe,  Ordenskürzel OSF (Ordo Sancti Francisci), sind eine katholische Frauenkongregation, die 1863 unter der Leitung von Mutter Maria Theresia Bonzel im sauerländischen Olpe errichtet wurde. Die Hauptaufgabenbereiche der Schwestern sind die Betreuung von Kindern und die Krankenpflege.

## Geschichte
Als Gründerin des Mutterhauses in Olpe wird Mutter Maria Theresia verehrt. Sie hieß mit bürgerlichem Namen Wilhelmine (genannt Aline) Bonzel (* 17. September 1830; † 6. Februar 1905) und stammte aus einer alteingesessenen Olper Kaufmannsfamilie. Sie versuchte seit früher Jugend dem franziskanischen Ideal nachzufolgen, 1850 wurde sie Mitglied des Dritten Ordens des heiligen Franziskus. Im Jahr 1859 begann sie in Olpe ein Leben in Gemeinschaft mit Clara Pfänder und Regina Loeser. Zunächst unter der Leitung von Clara Pfänder bestand die gemeinsame Absicht, eine neue Kongregation zu gründen. Am 30. Oktober 1860 bestätigte der Paderborner Bischof Konrad Martin  das Konvent unter dem Namen „Schwestern des heiligen Franziskus, Töchter der allerheiligsten Herzen Jesu und Mariä“. Am 20. Dezember 1860 erfolgte die Einkleidung der ersten neun Schwestern, sechs Chorschwestern und drei Laienschwestern, in der Olper St.-Martinus-Kirche. Seit dem 21. Dezember 1860 wurde die ewige Anbetung in der Gemeinschaft (Heilige Messe) ausgeübt, wodurch die ständige Gegenwart Christi in der Spiritualität der Schwestern besonders hervorgehoben werden sollte. Am 31. Juli 1861 folgte die Übersiedlung in das so genannte Webersche Haus. Eine einschneidende strukturelle Änderung erfolgte am 19. März 1863: Mutter M. Clara Pfänder verlegte das Mutterhaus nach Salzkotten, wo fortan 14 Schwestern und 15 Postulantinnen ihren Dienst taten. Auch die ewige Anbetung sollte von nun an in Salzkotten erfolgen. Jedoch wurde auf Bitten der Olper Bürger die ewige Anbetung im Kloster zu Olpe wieder eingeführt. Olpe blieb – nun in der Verantwortung von Mutter Maria Theresia – zunächst ein Filialkloster. Am 20. Juli 1863 erfolgte die kirchliche Bestätigung der Unabhängigkeit durch den Paderborner Bischof Konrad Martin. Somit gilt dieser Tag als offizielles Gründungsdatum des unabhängigen Konventes. Auch wurden dem Kloster zehn Schwestern zugeteilt. Offiziell übernahm Mutter Maria Theresia am 3. August 1863 die Leitung in Olpe. Der Name der Einrichtung änderte sich ebenfalls, er lautete nun „Arme Franziskanerinnen der Ewigen Anbetung“.
Die Gemeinschaft verbreitete sich nach schwierigen Gründerjahren schnell und zählte in den 1860er-Jahren über 2300 Mitglieder in vier Provinzen. Mutter Maria Theresia leitete die Gemeinschaft bis zu ihrem Tod 1905, damals waren es über 1500 Schwestern. Der Aufgabenbereich umfasste von Anfang an Jugenderziehung, Kranken- und Altenpflege. Beispielsweise wurde 1891 das Mädchengymnasium Jülich errichtet.
Während der Zeit des Kulturkampfes wurde die Arbeit der Schwestern in den Schulen und Kindergärten verboten, nur die Krankenpflege blieb erlaubt. 1875 wurde die Aufnahme neuer Mitglieder verboten. Daher eröffneten die Olper Franziskanerinnen Niederlassungen in den USA, die bis heute bestehen.
1902 wurde mit der Gründung der heutigen „Gemeinnützigen Gesellschaft der Franziskanerinnen zu Olpe“ (GFO) die finanzielle Grundlage der Häuser der Gemeinschaft gesichert.
Im Ersten Weltkrieg arbeitete ein großer Teil der deutschen Schwestern in Lazaretten. Während der Zeit des Nationalsozialismus wurden die Schwestern wieder aus den Schulen entlassen und in den Arbeitsdienst gezwungen. Zudem wurden zahlreiche Häuser beschlagnahmt. In den 1960er-Jahren folgte eine neue Blütezeit. Seit 1961 ist die Gemeinschaft eine „Kongregation päpstlichen Rechts“, was die Führung der internationalen Gemeinschaft erleichtert.
1966 wurde das Mutterhaus (Generalat) mit Noviziat, Exerzitienhaus und Gästehaus auf dem Kimicker Berg in Olpe neu errichtet, Architekt des großzügig angelegten Neubaus war Hans Schilling.
Heute gibt es noch zirka 650 Schwestern, die in Deutschland, Nordamerika, auf den Philippinen und in Brasilien tätig sind. Die Provinzleitung der deutschen Provinz befindet sich in Olpe. Provinzoberin ist Sr. Scholastika Kaiser. Generaloberin ist Sr. Magdalena Krol.
Der seit 1961 laufende Seligsprechungsprozess der Gründerin Mutter Maria Theresia wurde am 28. März 2013 abgeschlossen. Die feierliche Seligsprechung erfolgte am 10. November 2013 im Hohen Dom zu Paderborn.

## Einrichtungen
Zur GFO (Gemeinnützige Gesellschaft der Franziskanerinnen zu Olpe mbH) gehört unter anderem das erste Kinderhospiz Deutschlands, „Balthasar“. Außerdem gehören dazu zwölf Krankenhäuser, mehrere Altenpflegeheime und Service-Wohnen-Einrichtungen, Kinder- und Jugendhilfeeinrichtungen wie das heilpädagogische Kinderheim „Josefshaus“, das Mutter-Kind-Haus „Aline“, Kindergärten, eine Bündelschule mit Gymnasial- und Realschulzweig sowie „Kompass“ als Jugend- und Familienberatungsdienst. Insgesamt hat die GFO etwa 40 Einrichtungen mit mehr als 8.000 Mitarbeitern.